# Apostol Arsache
Apostol Arsache (Përmet, 1792 – Bucarest, 1874) è stato un politico rumeno, primo ministro ad interim della Romania dall'8 giugno al 23 giugno 1862.
Nato da una famiglia greca nel villaggio Hotahove (o Hotove), nei pressi di Përmet (attualmente nel sud dell'Albania), nel 1800 si trasferisce con la famiglia a Vienna e successivamente, nel 1814, a Bucarest.
Nel 1862 viene chiamato a far parte del governo guidato da Barbu Catargiu come Ministro degli Esteri. Dopo l'assassinio di Catargiu ricopre brevemente la carica di primo ministro ad interim.
È ricordato per essere stato un grande benefattore essendo impegnato a sostenere, dopo la sua indipendenza, la Grecia, paese di cui la sua famiglia era originaria. Grazie alle numerose donazioni, soprattutto a beneficio dell'istruzione femminile, gli venne concessa la cittadinanza onoraria greca.